# Archithosia tryphosa
Archithosia tryphosa är en fjärilsart som beskrevs av Sergius G. Kiriakoff 1958. Archithosia tryphosa ingår i släktet Archithosia och familjen björnspinnare. Inga underarter finns listade i Catalogue of Life.